# Placerville (Califórnia)
Placerville é uma cidade localizada no estado americano da Califórnia, no condado de El Dorado, do qual é sede. Foi incorporada em 13 de maio de 1854.

## Geografia
De acordo com o United States Census Bureau, a cidade tem uma área de 15 km², onde todos os 15 km² estão cobertos por terra.

### Localidades na vizinhança
O diagrama seguinte representa as localidades num raio de 24 km ao redor de Placerville.

## Demografia

### Censo 2010
Segundo o censo nacional de 2010, a sua população é de 10 389 habitantes e sua densidade populacional é de 690,40 hab/km². Possui 4 541 residências, que resulta em uma densidade de 301,77 residências/km².

### Censo 2000
De acordo com o censo nacional de 2000, a densidade populacional era de 639,7/km² (1656,2/mi²) entre os 9610 habitantes, distribuídos da seguinte forma:
- 88,56% caucasianos
- 0,23% afro-americanos
- 1,27% nativo americanos
- 0,88% asiáticos
- 0,12% nativos de ilhas do Pacífico
- 5,79% outros
- 3,14% mestiços
- 12,61% latinos

Existiam 2484 famílias na cidade, e a quantidade média de pessoas por residência era de 2,34 pessoas.

## Lista de marcos
A relação a seguir lista as entradas do Registro Nacional de Lugares Históricos em Placerville. Aquelas marcadas com ‡ também são um Marco Histórico Nacional.
- Coloma‡
- Combellack-Blair House
- Confidence Hall
- Eddy Tree Breeding Station
- Episcopal Church of Our Saviour
- Fountain-Tallman Soda Works
- Hattie (Gold Bug), Priest and Silver Pine Mines and Stampmill
- John Pearson Soda Works
- Lombardo Ranch